# Circaeaster agrestis
Espèce
Circaeaster agrestis est une espèce de plantes à fleurs dicotylédones de la famille des Circaeasteraceae. C'est un plante herbacée originaire d'Asie.

## Répartition
L'aire de répartition native de Circaeaster agrestis s'étend de l'Himalaya jusqu'à la Chine.

## Description
C'est une petite plante herbacée, aux feuilles à nervation dichotomique et ayant de petites fleurs à carpelles séparés. Elle est présente dans des régions tempérées d'Asie.

## Classification
Le nom correct complet (avec auteur) de ce taxon est Circaeaster agrestis Maxim..